# رافاييل دي كارفاليو سانتوس
رافاييل دي كارفاليو سانتوس (بالبرتغالية: Rafael de Carvalho Santos‏) هو لاعب كرة قدم برازيلي، ولد في 14 مارس 1989 في ساو باولو في البرازيل. لعب مع أتلتيكو براغانتينو وجمعية بورتوغيزا الرياضية ونادي أفاي لكرة القدم ونادي إيكاسا ونادي ساو كايتانو ونادي غواراني ونادي كورينثيانز.

## وصلات خارجية
- رافاييل دي كارفاليو سانتوس على موقع قاعدة بيانات كرة القدم.إي يو (الإنجليزية)
- رافاييل دي كارفاليو سانتوس على موقع Soccerway.com (الإنجليزية)